# In Your House 3
In Your House 3, origineel bekend als In Your House 3: Triple Header, was een professioneel worstel-pay-per-view (PPV) evenement dat georganiseerd werd door de World Wrestling Federation (WWF, nu WWE). Het was de 3e editie van In Your House en vond plaats op 24 september 1995 in het Saginaw Civic Center in Saginaw, Michigan.

## Matches
| Nr. | Match | Winnaar(s)               | Opmerkingen | Bron  |
| --- | --- | ------------------------ | --- | ----- |
| 1D  | Fatu vs. Hunter Hearst Helmsley | Fatu                     | Eén-op-één Dark match. | [ 2 ] |
| 2   | Savio Vega vs. Waylon Mercy | Savio Vega               | Eén-op-één match. | [ 2 ] |
| 3   | Sycho Sid (met Ted DiBiase) vs. Henry O. Godwinn | Sycho Sid                | Eén-op-één match. | [ 2 ] |
| 4   | The British Bulldog vs. Bam Bam Bigelow | The British Bulldog      | Eén-op-één match. | [ 2 ] |
| 5   | Dean Douglas (met Bob Backlund) vs. Razor Ramon | Dean Douglas             | Eén-op-één match. | [ 2 ] |
| 6   | Bret Hart vs. Jean-Pierre Lafitte | Bret Hart                | Eén-op-één match. Hart won door submission.                                                                                    | [ 2 ] |
| 7   | Two Dudes with Attitudes (Diesel (WWF World Heavyweight) & Shawn Michaels (WWF Intercontinental)) vs. The British Bulldog & Yokozuna (WWF Tag Team) (met Jim Cornette & Mr. Fuji) | Two Dudes with Attitudes | Tag Team match voor het WWF Tag Team Championship, WWF Intercontinental Championship en het WWF World Heavyweight Championship | [ 2 ] |
| 8D  | Goldust vs. Bob Holly | Goldust                  | Eén-op-één Dark match. | [ 2 ] |
| 9D  | Ahmed Johnson vs. Skip (met Sunny) | Ahmed Johnson            | Eén-op-één Dark match. | [ 2 ] |
| 10  | The Undertaker (met Paul Bearer) vs. King Mabel (met Sir Mo) | The Undertaker           | Eén-op-één Dark match. | [ 2 ] |